# 江文遙
江 文遙（こう ぶんよう、474年 - 528年）は、北魏の軍人・政治家。本貫は済陽郡考城県。

## 経歴
江悦之の子として生まれた。夏侯道遷が楊霊珍を攻撃したとき、文遙は従軍して手ずから楊霊珍を斬った。505年（正始2年）、歩兵校尉に任じられた。父が死去すると、官を退いて喪に服した。508年（永平元年）、安平県子の封を嗣ぎ、前軍の位を受けた。咸陽郡太守として出向した。反乱者や不正を働く官吏を粛清して、その統治は雍州諸郡で最上と評価された。召還されて驍騎将軍・輔国将軍の位を受け、征虜将軍に進んだ。孝明帝の初年、平原郡太守に任じられた。平原郡を統治すること6年、統治の手法は咸陽郡のときと変わらなかった。
後将軍・安州刺史となった。杜洛周・葛栄らが反乱を起こすと、河北の州県は次々と陥落したが、文遙は屈服せず孤立した州城を守った。528年（建義元年）7月、病のため安州で死去した。享年は55。

## 子女
- 江果（仮節・通直散騎侍郎・龍驤将軍・行安州事・都督安州諸軍事、高句麗に亡命し、東魏の元象年間に帰国した）
- 江昴

## 伝記資料
- 『魏書』巻71 列伝第59
- 『北史』巻45 列伝第33